# Barking Creek-i incidens
A Barking Creek-i incidens (vagy Barking Creek-i csata) során a Brit Királyi Légierő (RAF) Spitfire típusú vadászgépei lelőttek két, tévesen ellenségesként azonosított brit Hurricane vadászgépet.
1939. szeptember 6-án hajnali 6 óra 15 perckor reflektoros felderítők nagy magasságon nyugati irányba haladó azonosítatlan repülőket jelentettek az angliai Essex megye tengerpartján lévő West Mersea kisváros felett. A RAF 11. csoportjának főparancsnoksága az 56. század 6 Hawker Hurricane típusú együléses vadászgépét riasztotta a North Weald bázison. Lucking századparancsnok – ismeretlen okból – az összes gépét elindította. Az egységet két repülőtiszt, Frank C. Rose és Montague L. Hulton-Harrop követte tartalék Hurricane-eken – az ő jelenlétükről a többiek nem tudtak. Hamarosan más vadászgépek is kelet felé tartottak: a szintén North Weald-i 151. század Hurricane-jei és a hornchurchi 54., 65. és 74. századok Spitfire-jei.
A 74. század pilótái két Messerschmitt Bf 109 német vadászgépet véltek felismerni, s miután megkapták az engedélyt, három pilóta: Byrne repülőtiszt, Freeborn repülőtiszt és Flinders repülő őrmester megtámadta őket. Csak Paddy Byrne és John Freeborn nyitott tüzet a gépekre, melyek valójában a tartalék Hurricane-ek voltak, s mindegyiket eltalálták. Rose kényszerleszállást hajtott végre, amit sértetlenül vészelt át. Hulton-Harropot a páncélborítás nélküli fülkében a tarkóján érte egy találat Freeborn fegyveréből, azonnal meghalt, a gépe a hintleshami (Suffolk megye) Manor Farmnál zuhant le.
A RAF katonái közül Montague L. Hulton-Harrop volt a második világháború első áldozata; gépe pedig az első repülő, amit egy Spitfire lőtt le.
A hadbíróság sem Byrne-t, sem Freebornt nem találta bűnösnek, és balesetnek minősítette a történteket.